# Lusitano

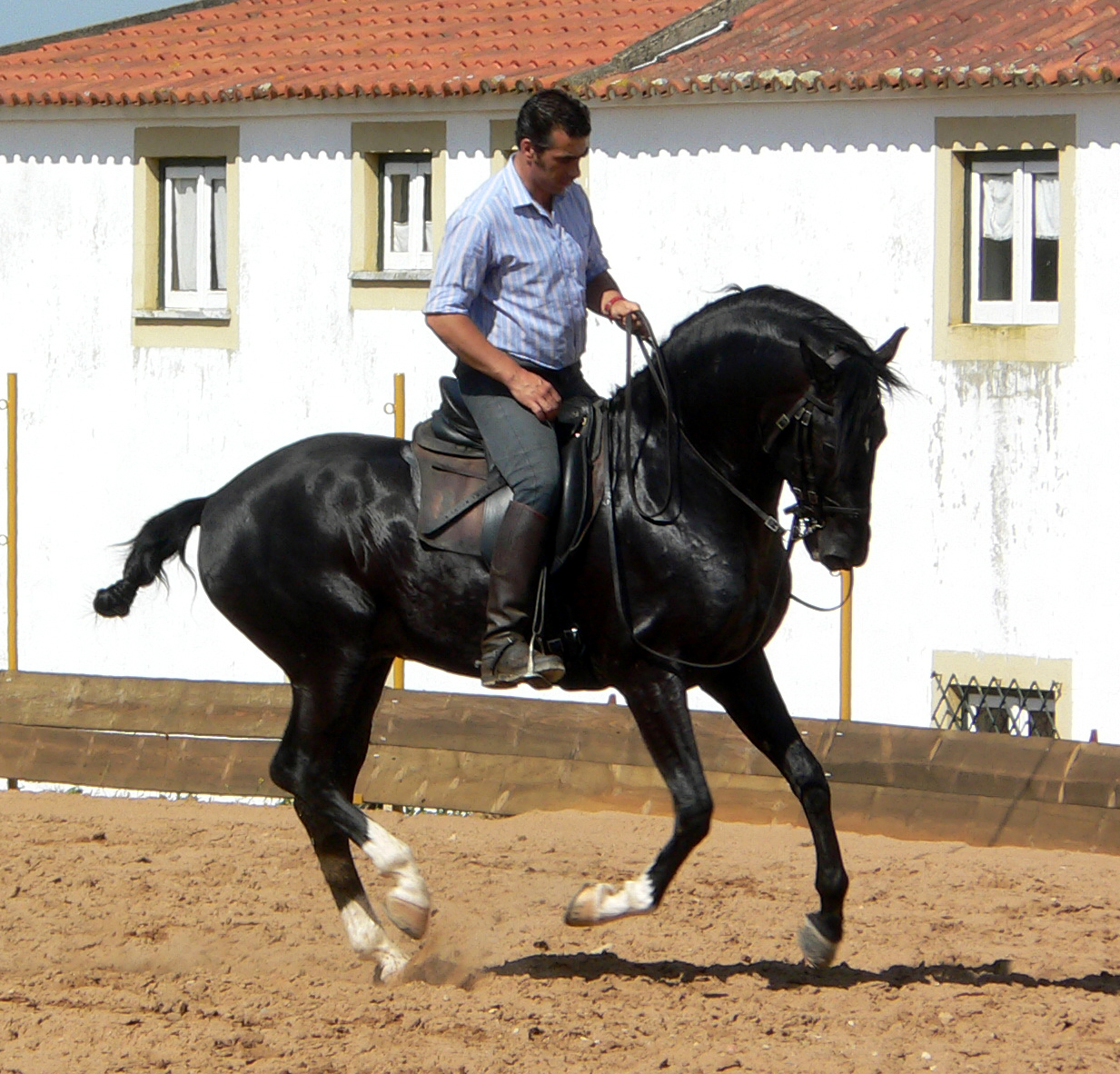
Lusitano dresaj

Lusitano este o rasă de cai din Portugalia care se aseamănă cu calul spaniol Andaluz.
Face parte din categoria cailor iberici și este un cal ideal pentru dresajul clasic.